# Phạm Ngọc Nghinh
Phạm Ngọc Nghinh là một sĩ quan cấp cao trong Quân đội Nhân dân Việt Nam, hàm Thiếu tướng, nguyên Chính ủy Học viện Quốc phòng. Ông sinh năm 1945, tại xã Đông Lĩnh (nay thuộc xã Đông Quan), huyện Đông Hưng, tỉnh Thái Bình. Ông nhập ngũ từ tháng 8 năm 1964, đến tháng 12 năm 1965 thì được kết nạp vào Đảng Cộng sản Việt Nam. Trước khi lên Quân đoàn, trong suốt 10 năm từ 1967 đến 1977, ông thuộc biên chế của Sư đoàn bộ binh 7. Ông đã tham giaChiến dịch Mùa Xuân 1975 với vai trò Chính ủy Trung đoàn 209. Năm 1998, ông được thăng quân hàm Thiếu tướng và đến tháng 11 năm 2000 thì trở thành Chính ủy Học viện Quốc phòng.